# Saint-Aquilin-de-Corbion
Saint-Aquilin-de-Corbion település Franciaországban, Orne megyében. Lakosainak száma 54 fő (2022. január 1.). Saint-Aquilin-de-Corbion Bonsmoulins, La Ferrière-au-Doyen, Moulins-la-Marche, Saint-Martin-des-Pézerits és Soligny-la-Trappe községekkel határos.

## Népesség
A település népessége az elmúlt években az alábbi módon változott:
| Lakosok száma | 69   | 71   | 75   | 67   | 63   | 58   | 57   | 55   | 54   |
|               | 2013 | 2015 | 2016 | 2017 | 2018 | 2019 | 2020 | 2021 | 2022 |